# Marian Smoluchowski
Marian Smoluchowski (Marian Ritter von Smolan Smoluchowski, Vorderbrühl,  próximo a Viena, 28 de maio de 1872 — Cracóvia, 5 de setembro de 1917) foi um cientista polonês pioneiro da física estatística e um montanhista.

## Vida
Nascido em uma família de classe alta em Vorder-Brühl, perto de Viena, Smoluchowski estudou física na Universidade de Viena. Seus professores incluíram Franz S. Exner e Joseph Stefan. Ludwig Boltzmann ocupou um cargo na Universidade de Munique durante os estudos de Smoluchowski em Viena, e Boltzmann voltou a Viena em 1894 quando Smoluchowski estava servindo no exército austríaco. Eles aparentemente não tiveram contato direto, embora o trabalho de Smoluchowski siga a tradição das idéias de Boltzmann.
Depois de vários anos em outras universidades (Paris, Glasgow, Berlim), em 1899 Smoluchowski mudou-se para Lwów (atual Lviv), onde assumiu um cargo na Universidade de Lwów. Ele foi presidente da Sociedade Polonesa de Naturalistas Copérnico, 1906-1907.
Em 1901 ele se casou com Zofia Baraniecka, que sobreviveu a ele. Eles tiveram dois filhos, Aldona Smoluchowska (1902-84) e Roman Smoluchowski (1910-96). Seus interesses não profissionais incluíam esqui, escalada nos Alpes e nas montanhas Tatra, pintura em aquarela e tocar piano.
Em 1913, Smoluchowski mudou-se para Cracóvia para assumir uma cadeira no Departamento de Física Experimental, sucedendo a August Witkowski, que há muito imaginava Smoluchowski como seu sucessor. Quando a Primeira Guerra Mundial começou no ano seguinte, as condições de trabalho tornaram-se extraordinariamente difíceis, pois o espaçoso e moderno prédio do Departamento de Física, construído por Witkowski pouco tempo antes, foi transformado em um hospital militar. A possibilidade de trabalhar naquele prédio foi uma das razões pelas quais Smoluchowski decidiu se mudar para Cracóvia. Smoluchowski foi agora forçado a trabalhar no apartamento do falecido professor Karol Olszewski. Durante suas aulas de física experimental, o uso mesmo do mais simples equipamento de demonstração era virtualmente impossível.
Smoluchowski lecionou física experimental; seus alunos incluíram Józef Patkowski [pl], Stanisław Loria [pl] e Wacław Dziewulski [pl].
Smoluchowski morreu em Cracóvia em 1917, vítima de uma epidemia de disenteria.

## Trabalho
Smoluchowski conduziu pesquisas fundamentais sobre a teoria cinética da matéria. Em 1904, ele descobriu as flutuações de densidade na fase gasosa e, em 1908, foi o primeiro físico a atribuir o fenômeno da opalescência crítica a grandes flutuações de densidade. Suas investigações explicaram a cor azul do céu como consequência da dispersão da luz na atmosfera.
Em 1906, logo após Albert Einstein, ele explicou independentemente o movimento browniano. Smoluchowski apresentou uma equação que se tornou a base para a teoria dos processos estocásticos.
Em 1916, ele propôs a equação para difusão em um campo de potencial externo. Esta equação leva seu nome.